# Undu poolsaar
Undu poolsaar (poolsaar = Halbinsel) ist eine Halbinsel in der Landgemeinde Saaremaa im Kreis Saare auf der größten estnischen Insel Saaremaa. Die Halbinsel bildet die Grenze zwischen den Buchten Undu laht und Kiudu lõpp. Die Halbinsel befindet sich im Kahtla-Kübassaare hoiuala.
Die Halbinsel ist 2,4 Kilometer lang und 720 Meter breit.